# South Wales Echo

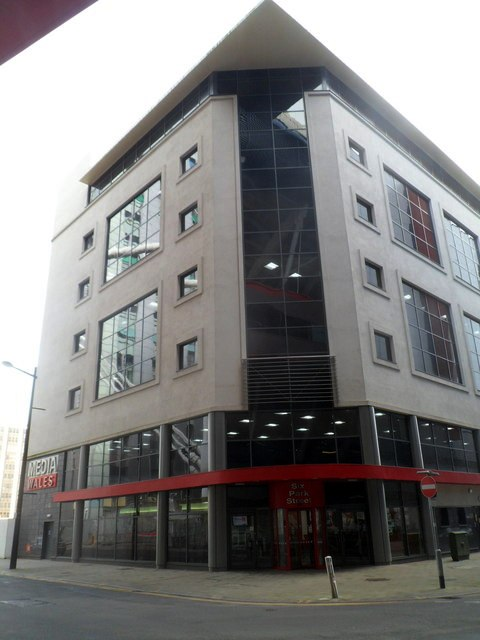
South Wales Echo Hauptsitz

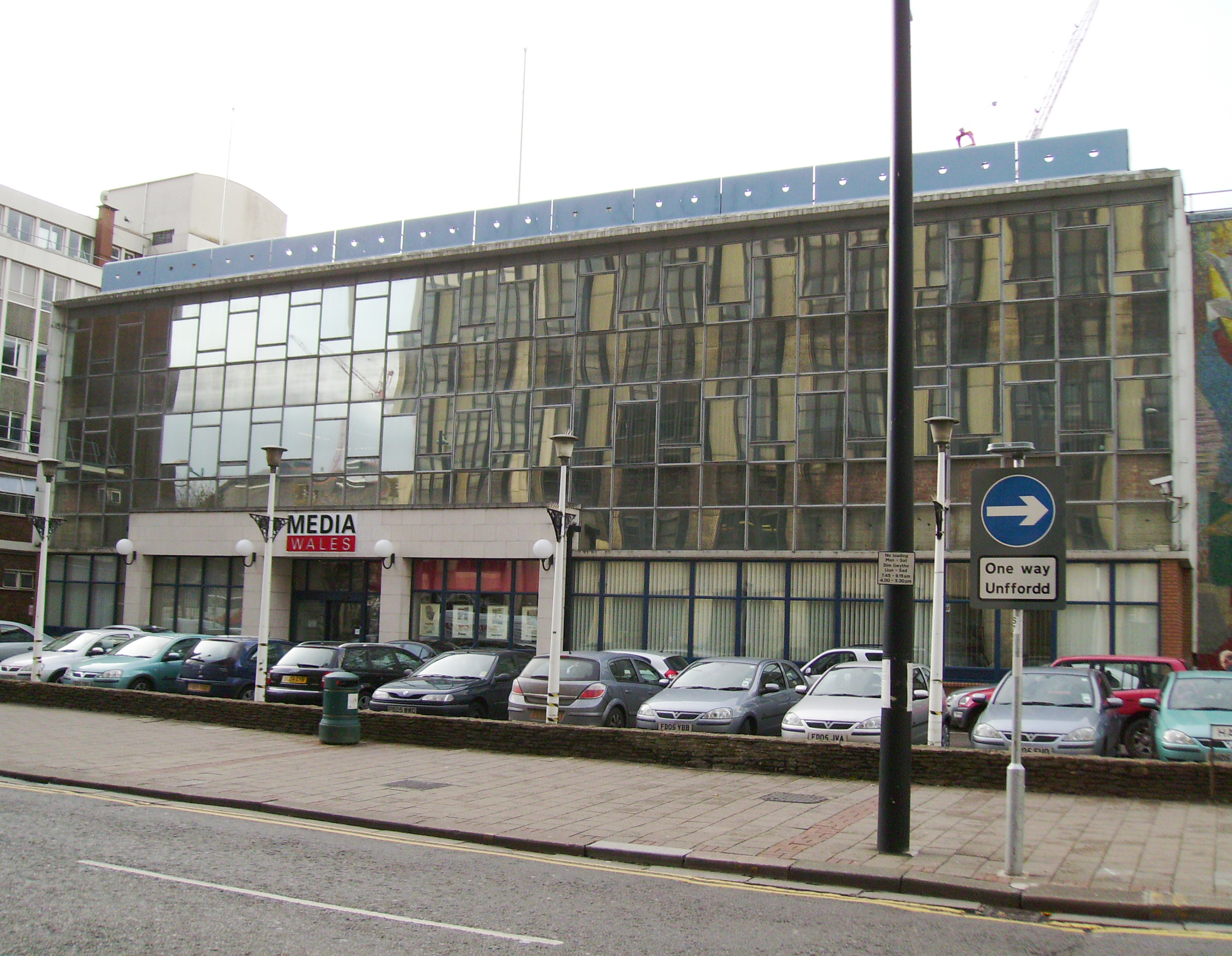
Die Büros von Media Wales, Cardiff, Wales

South Wales Echo ist eine Tageszeitung im Tabloid Format aus Großbritannien, welche in Cardiff herausgegeben wird. Die Zeitung wird in Wales und benachbarten Landesteilen vertrieben. Sie hat eine Auflage von 6.026 Exemplaren.
Die Zeitung erschien erstmals im Jahre 1884 und hatte ihren Hauptsitz im Thomson House. Die Zeitung wird von der Media Wales Ltd. (Western Mail & Echo Ltd.) herausgegeben, welche wiederum zur Trinity Mirror Group gehört. 2008 bezog die Zeitung ihren neuen Hauptsitz in der Six Park Street, direkt gegenüber dem Millennium Stadium.
Es werden zwei Versionen veröffentlicht: die News Extra für den Vormittagsverkauf und die City Final, welche nachmittags verkauft wird. Des Weiteren wird auch eine Wochenendausgabe herausgegeben, die samstags veröffentlicht wird.
Einige bekannte Schriftsteller haben für die Zeitung geschrieben, u. a. Ken Follett, Brian J. Ford, Cartoonist Gren Jones, Sue Lawley und Michael Buerk, haben einen Teil ihrer Karriere beim Echo verbracht.

## Echo Extra
Echo Extra ist eine wöchentliche Gratiszeitung, die seit 2009 ausgegeben wird. Sie ersetzt die Cardiff Post und wird an 52.000 Haushalte vorwiegend in den Vororten von Cardiff Whitchurch, Llandaff, Cyncoed und Rhiwbina verteilt.